# Mabel Boll
Mabel Boll (1er décembre 1893 – 11 avril 1949), connue comme reine des diamants (Queen of Diamonds) en raison de la quantité de bijoux qu'elle porte en public,, est une socialite américaine. Elle était active dans le milieu des records d'aviation dans les années 1920.

## Biographie
Comme premier emploi, Mabel Boll vend des cigares à Rochester. Elle épouse l'homme d'affaires Robert Scott en 1909. En 1914, elle donne naissance à Robert Scott II.
En 1922, Boll épouse l'homme d'affaires colombien Hernando Rocha.